# 최승원 (성악가)
최승원(1961년 10월 29일(음력 9월 20일) ~)은 대한민국의 성악가다.

## 방송
- 스튜디오 1049 (2011~2014)
- 장윤정의 도장깨기 (2021) - Top7

## 음반
- 내사랑 강원도 (천년에 만나는 우리)
- Ich Liebe Dich(그대를 사랑하오)
- Nostalgia (1997)
- 최승원 찬송모음 01 (2000)
- 최승원 찬송모음 02 (2000)
- Coramdeo (2007)
- 시와 음악 (2021)

## 공연
- 러브 이즈 레드 (2012)
- 러브 이즈 레드 신년음악회 (2013)
- 소치장애인동계올림픽 폐막식 (2014)
- 2021 제38회 대한민국국제음악제 - 국제장애인음악제 (2021)

## 수상
- 제17회 여의대상 길봉사상 (2007)
- 올해를 빛낸 음악가 대통령 표창 (2000)
- 비엔나 인터내셔널 오페라 콩쿠르 우승 (1994)
- 미국 메트로폴리탄오페라 콩쿨 우승 (1993)
- 패서디나 인터내셔널 오페라 콩쿠르 우승 (1992)

## 기타
- 권희덕 - 늙지 마시라 어머니(권희덕 소리사냥 2집) (2001) 수록곡 《어머니》 보컬 참여